# Three
Three är den brittiska tjejgruppen Sugababes tredje musikalbum, släppt den 2 december 2003.

## Låtförteckning
1. Hole in the Head - 3:38
2. Whatever Makes You Happy - 3:16
3. Caught in a Moment - 4:25
4. Situation's Heavy - 4:11
5. Million Different Ways - 4:30
6. Twisted - 3:04
7. We Could Have It All - 3:38
8. Conversation's Over - 4:06
9. In the Middle - 3:59
10. Too Lost in You - 3:59
11. Nasty Ghetto - 4:17
12. Buster - 4:23
13. Sometimes - 4:35
14. Maya - 4:43